# ام‌پی‌تی‌پی
ام پی تی پی (به انگلیسی: MPTP) با فرمول شیمیایی C۱۲H۱۵N یک ترکیب شیمیایی با شناسه پاب‌کم ۱۳۸۸ است. که جرم مولی آن ۱۷۳٫۲۵ g/mol می‌باشد. 
MPTP برای اولین بار به‌طور تصادفی در اواخر دهه 1970 هنگامی که طراحان مواد مخدر به دنبال راه‌هایی براي تولید یک ترکیب شبه هروئینی بودند کشف شد. معتادان به مواد مخدر که مواد حاوي MPTP به خود تزریق کرده بودند، یک بیماري عصبی بسیار شبیه بیماري پارکینسون بروز دادند. محققان به زودي متوجه شدند که MPTP در مغز تبدیل به ماده اي می گردد که نورون هاي دوپامین ساز را از بین می برد. این یافته منجر به استفاده از MPTP به عنوان یک ابزار در مطالعات پزشکی شد